# Plattbeiniger Schienenkäfer
| |                       |                       |
| Abb. 1: Aufsicht | Abb. 2: Unterseite    | Abb. 2: Unterseite    |
| |                       |                       |
| Abb. 3: Kopf von vorn | Abb. 4: Seitenansicht | Abb. 4: Seitenansicht |
| |                       |                       |
| Abb. 6: Mundwerkzeuge, links oben: Unterkiefer mit Taster unten: Unterlippe mit Taster rechts: Oberkiefer A von oben B von unten C von außen D von innen |                       |                       |
| Abb. 5: Rechte Vorderecke des Halsschildes (Aufsicht) oben beim Weibchen unten beim Männchen                                                             |                       |                       |
| |                       |                       |
| Abb. 7: Larve |                       |                       |

Der Plattbeinige Schienenkäfer, auch Erlen-Schwarzkäfer (Melasis buprestoides), ist ein Käfer aus der Unterfamilie Melasinae der Familie Schienenkäfer, die in die weitere Verwandtschaft der Schnellkäfer gehört.  Die Gattung Melasis ist in Europa noch durch eine zweite Art, Melasis fermini, vertreten, deren Vorkommen jedoch auf Spanien begrenzt ist.
Der Artname buprestoides (nach der Käfergattung Buprestis, und altgr. ειδής eidēs, ähnlich) spielt auf die Körperform an; der ursprüngliche Name von Linné für den Käfer war Elater buprestoides, also „prachtkäferähnlicher Schnellkäfer“. Der Gattungsname Melasis (von altgr. μέλας mélas schwarz) bezieht sich auf den schwarzen Körper. Der deutsche Name nimmt auf die abgeplatteten Schienen der Beine des Käfers Bezug. Der Name Erlen-Schwarzkäfer ist missverständlich, da der Käfer nur unter anderem an Erlen gefunden wird. Auch legt der Namensteil Schwarzkäfer eine engere Verwandtschaft mit den Schwarzkäfern nahe, die aber nicht gegeben ist.
Der verborgen lebende Käfer wird in der Roten Liste der gefährdeter Arten von Nordrhein-Westfalen unter der Kategorie 2 (seltene Art, an bestimmte Biotope gebunden, Gefährdung anzunehmen) geführt, in Berlin wird die Art in die Kategorie 3 (gefährdet) eingestuft.

## Merkmale des Käfers
Der zylindrische Käfer wird sechs bis neun Millimeter lang. Die größte Körperbreite erreicht er in der Höhe des Vorderrandes des Halsschildes. Er erinnert nicht nur durch die stromlinienförmig nach hinten verjüngten Flügeldecken, sondern auch durch weitere Baumerkmale an einen Schnellkäfer, zu denen der Käfer in den Anfängen der Systematik auch gerechnet wurde. Er ist matt schwarz oder pechbraun, und dicht punktiert. Der Käfer ist oberseits sehr fein dunkel behaart, die Behaarung ist an der Stirn und am Vorderrand des Halsschildes länger und gelblich (Abb. 3).
Der Kopf ist klein und etwas in den Halsschild zurückgezogen. Die Oberlippe ist häutig, der Oberkiefer kurz und einzähnig (Abb. 6 rechts). Der viergliedrige Kiefertaster wird gegen Ende dicker, das Endglied ist länglich eiförmig und schräg abgestutzt (Abb. 6 links oben). Das Endglied der dreigliedrigen Lippentaster (Abb. 6 links unten) ist groß und beilförmig. Die Augen sind klein und rund und stehen seitlich am Kopf. Die elfgliedrigen Fühler sind vor den Augen in großen zur Stirn hin scharf gerandeten Gruben eingelenkt, die unter die Augen zum Einlegen des ersten Fühlerglieds verlängert sind.  Das Basalglied der Fühler (Abb. 3) ist groß, an der Basis schwarz und gegen Ende braunschwarz. Die folgenden Fühlerglieder sind braunrot, das zweite sehr klein. Das dritte Fühlerglied ist wenig, die folgenden Glieder beim Männchen stark nach innen erweitert (stark gekämmt), beim Weibchen etwas weniger stark (gezähnt bis gekämmt).
Der grob gekörnte Halsschild ist wenig breiter als lang und nach hinten geradlinig verengt. Der Vorderrand ist über die ganze Breite ausgeschnitten. Die Vorderecken stehen vor und sind bei Männchen und Weibchen verschieden ausgebildet (Geschlechtsdimorphismus). Beim Männchen erscheinen sie von oben betrachtet abgerundet (Abb. 5 unten), seitlich betrachtet als gerandeter Lappen (Abb. 4).  Beim Weibchen bilden sie eine eckige, seitlich als Zahnkamm aufgebogene Lamelle (Abb. 5 oben). Die Hinterecken des Halsschilds sind zu einer zahnartigen Spitze ausgezogen. Längs mittig trägt der Halsschild eine schmale Rinne, die nach vorn erlischt.
Die Flügeldecken sind gewöhnlich wie der Halsschild dunkel gefärbt, gelegentlich auch braun. Sie tragen feine Punktstreifen, die jedoch wegen der raspelartig punktierten Zwischenräume nahe der Basis der Flügeldecken unauffällig sind. Nach hinten sind die Punktreihen zunehmend furchig vertieft. Das große Schildchen ist gerundet viereckig.
Die Vorderbrust besitzt wie bei den Schnellkäfern einen Fortsatz, der zwischen den Vorderhüften nach hinten bis zwischen die Mittelhüften verläuft und in einer Aussparung der Mittelbrust endet. Der Fortsatz ist klein und spitz und bildet keinen Mechanismus zum Hochschnellen wie bei den Schnellkäfern. Schenkel und Schienen der braunroten Beine sind erweitert und stark abgeplattet. Die Basis der Hinterbeine ist durch deutliche Schenkeldecken teilweise verdeckt (Abb. 2). Die etwas helleren Tarsen sind fünfgliedrig. Das erste Tarsenglied ist im Gegensatz zu den folgenden Gliedern lang und breit, die folgenden jeweils deutlich kürzer. Die Klauen sind ungezähnt.

## Larve
Die Larven (Abb. 7) sind stark dorsoventral abgeplattet. Sie ähneln den Larven der Prachtkäfer.

## Biologie
Die Imagines kann man ganzjährig finden, hauptsächlich sind sie im Mai und Juni an den Brutbäumen anzutreffen. Die Käfer kopulieren an den Brutbäumen am Eingang der Bohrlöcher, wobei sich nach Cuvier immer nur ein Partner im Freien befinden soll (Taxobild).
Die Larven fressen in trockenen und harten abgestorbenen oder absterbenden Stämmen, Stubben und Ästen verschiedener Laubbäume, in Mitteleuropa hauptsächlich in Buche Hainbuche, und Ulme, in Frankreich werden Birke, Eiche, Erle, Esskastanie und andere erwähnt. Bevorzugt befallen werden sonnenexponierte Bäume in Parks, Gärten oder an Waldrändern. Der Käfer meidet alpine Zonen.
Für ihre Entwicklung benötigen die Larven in Mitteleuropa zwei bis drei Jahre. Ihre Fraßgänge verlaufen quer zur Faserrichtung des Holzes geradlinig mit seitlichen Ausbuchtungen durch das Holz. In diesen Ausbuchtungen liegt Larve hufeisenförmig gekrümmt und drückt das Bohrmehl hinter sich zusammen. Die Verpuppung erfolgt im Spätsommer. Das Puppenstadium dauert zwei bis drei Wochen. Die geschlüpfte Imago überwintert in der Puppenwiege.
Die Larven werden von der Brackwespe Diospilus melasidis parasitiert.

## Verbreitung
Die Art ist in fast ganz Europa verbreitet. Keine Meldungen liegen lediglich aus den Niederlanden, Albanien und der Europäischen Türkei, Finnland, einigen russischen Provinzen und Moldawien vor. Außerdem ist sie aus Kleinasien, Teilen Afrikas und Asiens bekannt. Für die Baltischen Staaten wurde 2002 der erste Fund in Litauen gemeldet.